# François Joseph Kirgener
François Joseph Kirgener, baron de Planta, né le 8 octobre 1766 à Paris (Seine), mort le 22 mai 1813 à Markersdorf dans le Royaume de Saxe, est un général français de la Révolution et de l’Empire.

## Biographie

### Sous la Révolution française et le Consulat
Le 4 août 1793, il entra au service comme lieutenant dans le corps royal du génie et fit aussitôt partie de l'armée du Nord ; il dirigea pendant huit mois les opérations de son arme dans la place de Guise, et assista aux affaires du Cateau-Cambrésis, de Lesgruelles et de La Capelle. À la fin de 1793 il était depuis trois jours dans Bouchain lorsqu'il fut arrêté comme suspect par ordre du Comité de salut public et conduit à Arras : sa détention dura quatre mois. Capitaine le 16 brumaire an II (6 novembre 1793), il retourna à l'armée du Nord et prit part au combat de Grandrang, au passage de la Sambre, aux sièges de Charleroi, de Landrecies, du Quesnoy et de Maestricht, et fut désigné à la fin de la campagne pour prendre le commandement du génie dans la place de Landrecies.
Le 11 frimaire an III (1er décembre 1794), il devint chef de bataillon. Appelé à l'armée des côtes de Brest, il se signala à la bataille de Quiberon, où il eut le bras cassé d'un coup de feu. Le temps de sa convalescence qu'il passa à Paris, fut utilement employé. Il assista au cours de l'École polytechnique, y perfectionna son instruction dans l'arme à laquelle il s'était voué et fit la campagne de l'an IV à l'armée du Rhin. Il se trouvait à Landau dans les premiers mois de l'an V,  et pendant le blocus de cette place, il assista au passage du Rhin, à la bataille de Neuwied et au blocus d'Ehreinbrestein dont il devait diriger le siège si la paix n'eût arrêté le cours de nos victoires.
Désigné en l'an V pour remplir les fonctions de chef d'état-major du génie, il dirigea les travaux exécutés à Boulogne par ordre du général Napoléon Bonaparte, et fit ensuite partie de la seconde expédition d'Irlande, commandée par le général Humbert. Chargé d'une reconnaissance sur les côtes de la Grande-Bretagne, il prit part au combat qui eut lieu sur la côte du nord de l'Irlande, entre le bâtiment français Hoche et cinq vaisseaux britanniques. Fait prisonnier dans cette affaire, il rentra en France sur parole, après deux mois de captivité.
Le 1er prairial an VII (20 mai 1799), commandant du génie à Besançon, il y remplit pendant six mois les fonctions de directeur des fortifications. Après le passage du mont Saint-Bernard, il fut chargé de l'attaque du fort de Bard et assista volontairement au premier assaut livré à cette place. Resté devant ce fort après le départ de l'armée, pour diriger les travaux de siège, il rejoignit l'avant-garde, porteur de la capitulation, le même jour qu'elle passait le Pô, à Pavie, En présence de l'ennemi, il prit part au combat livré devant ce fleuve, et fit des prodiges de valeur aux batailles de Montebello et de Marengo. Après avoir rempli les fonctions de directeur du génie à Milan du 1er messidor au 1er thermidor, il reçut l'ordre de rentrer dans sa résidence à Besançon, où il avait été nommé sous-directeur le 7 germinal. Il y reçut le 29 vendémiaire an IX (21 octobre 1800) le brevet de chef de brigade.

### Général de l'Empire
Envoyé à l'armée des côtes de l'Océan en l'an XII, il est nommé membre de la Légion d'honneur le 19 frimaire et officier de cet ordre le 25 prairial même année. À la fin de l'an XIII, les troupes de l'expédition d'Angleterre ayant reçu l'ordre de se porter sur le Rhin, le colonel Kirgener est employé au 5e corps de la Grande Armée, commandé par le maréchal Lannes, obtient le 4 nivôse an XIV (25 décembre 1805) le grade de général de brigade, et se distingue au passage du Danube à Lintz, au combat de Saint-Polten et aux batailles d'Hollabrunn et d'Austerlitz. Les campagnes de 1806 et 1807 ne sont pas moins brillantes pour lui : il assiste aux batailles d'Iéna, de Golymin et d'Eylau ; il dirige les travaux d'investissement de la place de Graudenz, et est chargé d'une partie des attaques dirigées contre les fortifications de Dantzig. Napoléon, sur le compte qui lui est rendu par le maréchal Lefebvre de la conduite distinguée de Kirgener pendant toute la durée de ce siège, lui confère le 5 octobre 1808 le titre de baron de l'Empire. Déjà il a reçu le 26 mai 1807, le cordon de commandeur de la Légion d'honneur.
Employé en Espagne en 1808, il prend part aux batailles de Cardedeu et de Molins de Rei les 16 et 21 décembre 1808 ainsi qu'à celle de Valls le 25 février 1809. Le général Kirgener quitte la Péninsule quelques mois après, et se rend à l'armée du Nord pour y diriger les travaux du génie de l'expédition de l'île de Walcheren. Le 10 janvier 1810 l'Empereur lui confie le commandement du génie de sa Garde et le nomme colonel-major de ce corps. Employé peu de temps après aux travaux du Helder, il a en même temps le commandement de l'île de Texel. Avec son ami le colonel Joseph Puniet de Montfort, ils sont les premiers à avoir posé le pied en Russie le 23 juin 1812, ayant traversé seuls le Niémen la veille de l'offensive. L'Empereur l'apprend et les menace du peloton d'exécution pour cette incartade ; leur bravoure et l'offensive aidant, cet épisode leur est finalement pardonné.

### Emporté par un boulet

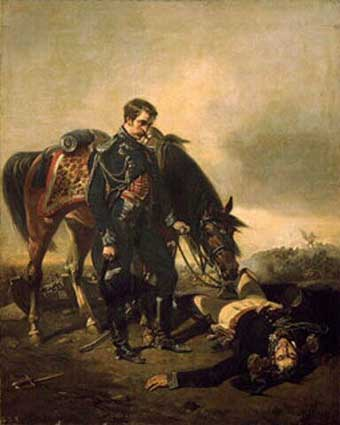
Mort du général baron Kirgener à Reichenbach, le 22 mai 1813.

Il est nommé général de division le 13 mars 1813 à l'issue de la campagne de Russie. Le 22 mai 1813, à sept heures du soir, après le combat de Reichenbach, il fut tué dans le village de Markersdorf d'un coup de boulet qui lui traverse le corps à la hauteur de la ceinture ; le même projectile venait d'emporter Géraud Christophe Michel Duroc, duc de Frioul.
Son nom est inscrit sur l'arc de triomphe de l'Étoile, côté Est.
Le fort de Chailluz, place fortifiée de Besançon, porte son nom.

## Armoiries
| Figure | Blasonnement |
|        | Armes de baron de l'Empire : Coupé : au I, tiercé en pal : a. de sinople à un dextrochère armé, tenant une massue en pal d'argent ; b. d'azur à un casque grillé d'or, taré de front, surmonté d'une main appaumée, aussi d'or ; c. du canton des barons militaires ; au 2, d'or, à un château-fort flanqué de deux bastions, sommé d'une tour crénelée de sable, ouvert et ajouré du champ, maçonné d'argent, terrassé de sinople., |